# Ophiuche semilutea
Ophiuche semilutea är en fjärilsart som beskrevs av Pieter Cornelius Tobias Snellen 1872. Ophiuche semilutea ingår i släktet Ophiuche och familjen nattflyn. Inga underarter finns listade i Catalogue of Life.